# Albert Woda
Albert Woda, né le 19 novembre 1955 à Nice, est un peintre et graveur français.

## Biographie
D'origine polonaise, Albert Woda est un peintre et graveur méditerranéen. Il apprend le dessin et la gravure à l'école municipale puis à l'école nationale des arts décoratifs de Nice (aujourd'hui à la villa Arson). Il enseigne la gravure (en 2004).
Graveur en taille-douce, il est aussi imprimeur et éditeur (après avoir créé les Éditions de l’Eau au début des années 1980) à Tordères, puis à Reynès, dans les Pyrénées-Orientales (en 1989). Cette maison d'édition se spécialise dans les livres d'artiste, mêlant l’écriture à la gravure, à la photographie ou à la peinture. Il a ainsi illustré, avec des gravures à la manière noire ou à la pointe sèche, des textes d'Edgar Allan Poe, Federico Garcia Lorca, Lao Tseu, mais aussi des auteurs vivants (André Chouraqui, Jacques Lacarrière, Daniel Thibon, Sophie Braganti, Salah Stétié, Stephen Romer, Zéno Bianu, Luis Mizon).
Il est illustrateur aux éditions Al Manar.

### Commentaire
Selon Gilbert Lascault,[réf. nécessaire]

« Woda peint des paysages fluides, mouvants, simples, fluctuants, flottants, presque insaisissables, à peine entrevus. L'immense ciel et ses nuages longs, les lueurs secrètes, les feuillages énigmatiques des arbres voilés, les montagnes et les coteaux incertains inspirent une nostalgie imprécise. […] Cet homme est le pur produit de cette migration des signes qui fait de beaucoup d’artistes méditerranéens par adoption des sortes de naufragés amoureux de leur naufrage. »

## Publications
- 2009 : Luis Mizón, Voyez comme je mens encore honteusement, illustré par A. Woda, Éditions de Rivières
- 2005 : Michel Butor, Antipodes en suspension (poèmes inédits), 4 gravures originales en couleur sur bois debout de cerisier et noyer de Seund Ja Rhee ; édition Laure Matarasso, Nice ; impression A. Woda
- 2004 :
  - Jacques Lacarrière, Contre-nuits, gravures d'A. Woda, Éd. Alternatives, Paris
  - L’Étreinte de nuages, textes de Jacques Lacarrière, Gilbert Lascault et Joël-Claude Meffre, éditions de la galerie Visconti

## Expositions
- Galerie Visconti, Paris
- Exposition permanente à la galerie Arthus, Bruxelles[3],[4]
- Atelier de Can Vicens, le village, Reynès
- Galerie Profils, Collioure
- Vitrine rue du Commerce, Céret